# Conte Grey

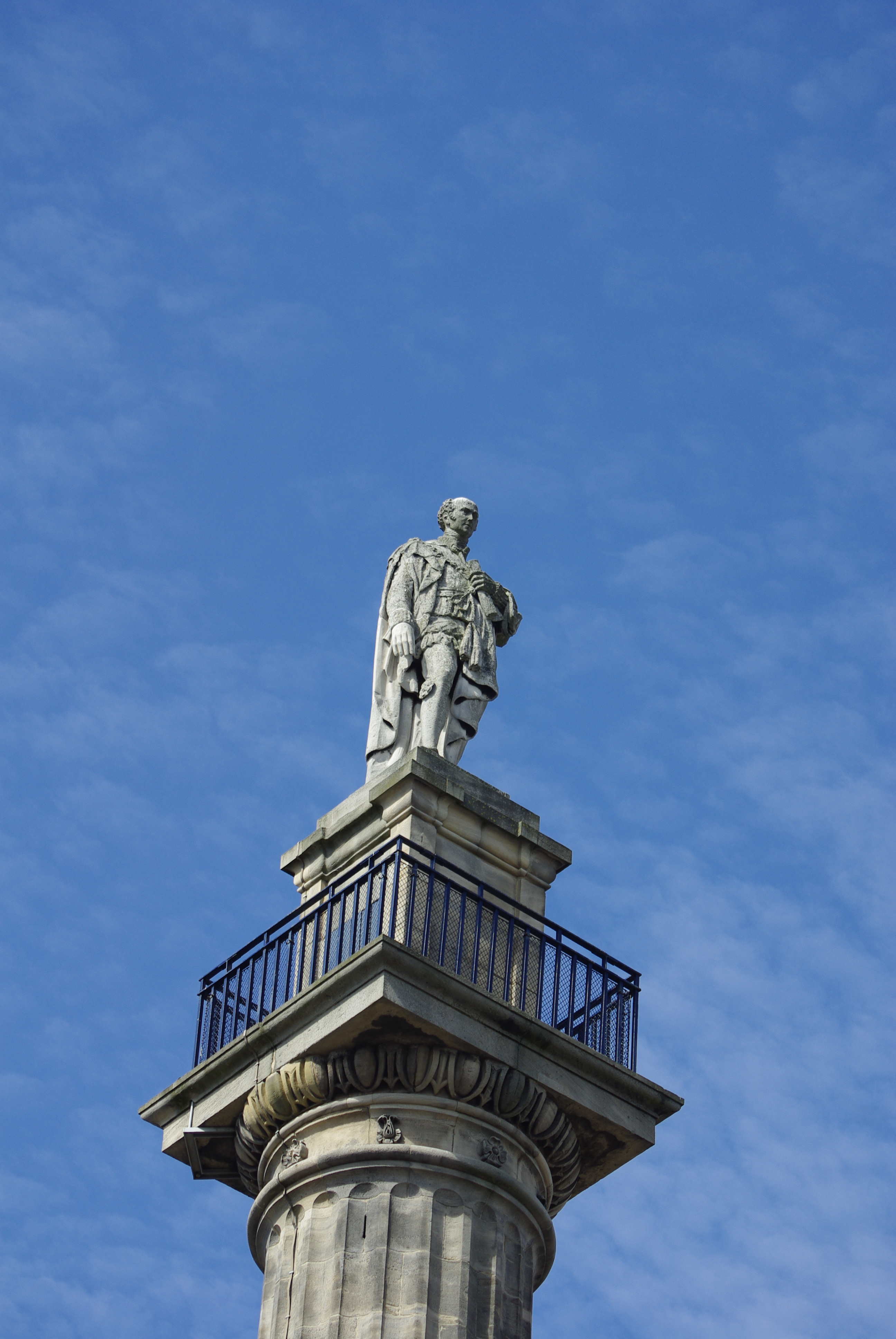
Monumento dei conti Grey a Newcastle.

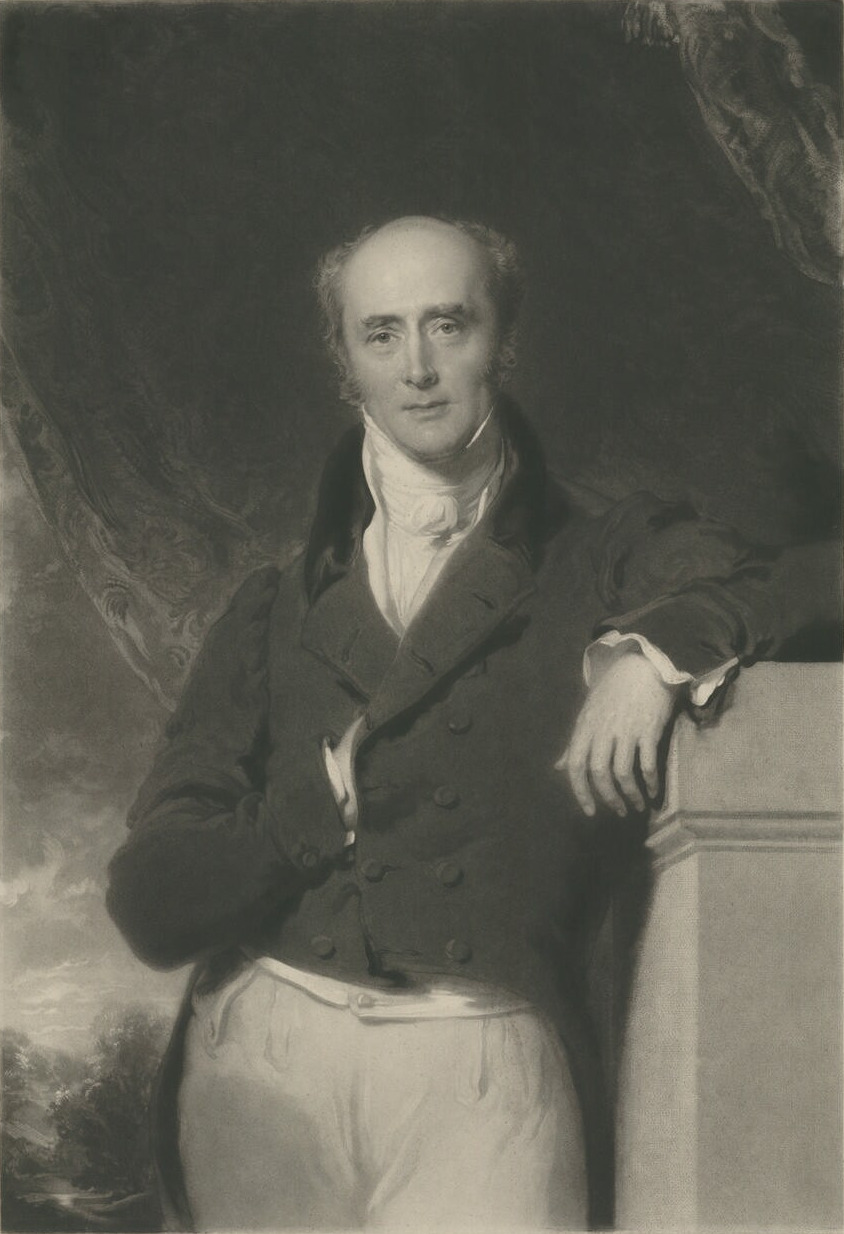
Ritratto di Charles Grey, secondo conte Grey

Conte Grey è un titolo nobiliare creato durante il Regno Unito, nel 1806, per il generale Charles Grey, I barone Grey. Grey era stato già insignito nel 1801 del titolo di barone Grey di Howick e di visconte Howick, nella contea di Northumberland. Membro di spicco del ramo della famiglia Grey di Northumberland, fu il terzo figlio di Sir Henry Grey, I baronetto di Howick  e venne succeduto dal figlio maggiore Charles. Il secondo conte fu un politico Whig e servì come Primo Ministro del Regno Unito tra il 1830 ed il 1834.

## Storia
Il secondo conte lasciò il titolo al figlio Henry Grey, anch'egli politico appartenente al partito Whig. Henry ricoprì sotto il governo di Lord John Russell l'ufficio di Segretario di Stato per la Guerra e le Colonie dal 1846 al 1852. Alla sua morte gli successe il nipote Albert Grey, figlio del generale Charles Grey, terzo figlio del secondo conte. ALbert fu Governatore generale del Canada tra il 1904 e il 1911. Suo figlio, Charles, il quinto conte, fu maggiore dell'esercito e morì senza figli maschi lasciando come erede suo cugino di secondo grado, Richard Grey. Richard,  attuale titolare del titolo, risulta il pro-pro-nipote dell'ammiraglio George Grey, quarto figlio del secondo conte.
Le residenze ufficiali erano Howick Hall e Fallodon Hall, a Northumberland.
Il tè Earl Grey fu chiamato in onore del secondo conte mentre la The Grey Cup, il trofeo del campionato del Canadian Football League, fu chiamata in onore del quarto conte.

## Conti Grey (1806)
- Charles Grey, I conte Grey (1729-1807)
- Charles Grey, II conte Grey (1764-1845)
- Henry Grey, III conte Grey (1802-1894)
- Albert Grey, IV conte Grey (1851-1917)
- Charles Grey, V conte Grey (1879-1963)
- Richard Grey, VI conte Grey (1939)